# 貝基特 (麻薩諸塞州)
貝基特（英語：Becket）是一個位於美國麻薩諸塞州伯克夏縣的鎮。

## 人口
根據2020年美國人口普查的數據，貝基特的面積為123.80平方千米，當中陸地面積為119.30平方千米，而水域面積為4.50平方千米。當地共有人口1931人，而人口密度為每平方千米16人。